# Susie Porter
Susie Porter (Newcastle, Australia; 1971) es una actriz australiana conocida sobre todo por haber interpretado a Patricia Wright en la serie East West 101.

## Biografía
Susie es hija de Bill Porter; se entrenó en el Bachelor of Arts y poco después se unió a la prestigiosa National Institute of Dramatic Art NIDA de donde se graduó en 1995.
Es buena amiga de la actriz Mouche Phillips.
En marzo de 2010 Susie se casó con el consejero inglés Christopher "Chris" Mordue, a quien conoce desde que tenía 21 años.

## Carrera
Susie empezó su carrera en la televisión en 1996 donde obtuvo un pequeño papel en la serie House Gang. Ha aparecido como invitada en series como Big Sky, Wildside, Water Rats, Welcome to Woop Woop, Make Or Break, entre otras...
En 2000 apareció en las películas dramáticas Bootmen y en el drama criminal and in the crime drama film The Monkey's Mask donde interpretó a Jill Fitzpatrick una detective lesbiana que se enamora de un sospechoso.
En 2001 interpretó a Tully en la película australiana Mullet y obtuvo un pequeño papel en la exitosa película Star Wars: Episodio II - El ataque de los clones donde interpretó a Hermione Bagwa, una mesera en el Dex's Diner.
En el 2005 obtuvo un papel secundario en la película Little Fish.
En el 2006 interpretó a Susan Woodbridge en la película The Caterpillar Wish papel que le hizo merecedora de un premio AFI por mejor actriz secundaria. Ese mismo año interpretó a Helen Tremaine en la miniserie RAN: Remote Area Nurse, por su interpretación ganó un premio AFI por mejor actriz.
En 2007 se unió al elenco principal de la exitosa serie East West 101 donde interpretó a la Inspectora Patricia Wright hasta el final de la serie en 2011.
En 2008 se unió al elenco de la serie East of Everything donde interpretó a hasta 2009 junto a Richard Roxburgh.
En 2009 se unió al elenco de la serie The Jesters donde interpretó a la ejecutiva sobrecargada de trabajo y estresada Julia Wilson hasta el 2011.
En 2010 apareció en la película Sisters of War donde interpretó a Kay Parker, una matrona admirada por las enfermeras militares que fue evacuada a la misión Vunapope cuando los japoneses invadieron Rabaul el 23 de enero de 1942. Kay demostró un liderazgo extraordinario para proteger a las mujeres bajo su cuidado de Rabaul.
En  2012 apareció en la miniserie de seis partes Bikie Wars: Brothers in Arms, la miniserie se basó en la masacre de Milperra ocurrida el día del padre en 1984 en Australia. Ese mismo año aparecerá como invitada para la segunda temporada de la serie Dance Academy.
Ese mismo año Susie se unió al elenco principal de la nueva serie Puberty Blues donde interprta a Pam Knight, la madre de Sue Knight (Brenna Harding) y esposa de Roger Knight (Dan Wyllie).
En 2013 se unió a la nueva temporada de la serie Underbelly: Squizzy, la cual es la sexta entrega de la exitosa Underbelly. Ese mismo año aparecerá en un episodio de la quinta temporada del programa Who Do You Think You Are?.
En 2017 se unió al elenco para Cargo, una película donde los zombis vuelven a dar miedo.

## Filmografía

### Series de televisión
| Año             | Título                       | Personaje           | Notas                                                 |
| --------------- | ---------------------------- | ------------------- | ----------------------------------------------------- |
| 2017 - presente | Janet King                   | Maxine Reynolds     | 6 episodios                                           |
| 2017 - presente | Pulse                        | -                   | 10 episodios                                          |
| 2017            | Seven Types Of Ambiguity     | Gina Serkin         | 4 episodios - miniserie                               |
| 2012 - 2014     | Puberty Blues                | Pam Knight          | 17 episodios                                          |
| 2014 - 2015     | Plonk                        | Evelyn Tyler        | 4 episodios                                           |
| 2014            | It's a Date                  | Jocelyn             | episodio "Should You Date Outside Your Comfort Zone?" |
| 2013            | Underbelly: Squizzy          | Rosie Taylor        | episodio "Squizzy Steps Out"                          |
| 2012            | Problems                     | Mrs. Moth           | 4 episodios                                           |
| 2012            | Bikie Wars: Brothers in Arms | Vanessa Ross        | 6 episodios - miniserie                               |
| 2012            | Dance Academy                | Anne Black          | 3 episodios                                           |
| 2009 - 2011     | The Jesters                  | Julia Wilson        | 16 episodios                                          |
| 2007 - 2011     | East West 101                | Patricia Wright     | 20 episodios                                          |
| 2009            | My Place                     | Miss Muller         | 7 episodios                                           |
| 2008 - 2009     | East of Everything           | Eve Pritchard       | 13 episodios                                          |
| 2006            | Two Twisted                  | Sam                 | episodio "Delivery Man"                               |
| 2006            | Nightmares & Dreamscapes     | Sally Blair Kinnell | episodio "The Road Virus Heads North"                 |
| 2006            | Love My Way                  | Christine           | 4 episodios                                           |
| 2006            | RAN: Remote Area Nurse       | Helen Tremaine      | 6 episodios                                           |
| 2003            | Silent Witness               | Maxine Croft        | 2 episodios                                           |
| 2003            | State of Play                | Susan Sagattchean   | episodio # 1.4                                        |
| 2001            | The Secret Life of Us        | Pandora             | episodio "Secrets and Lies"                           |
| 1998            | Water Rats                   | Julie Drummond      | episodio "Heads or Tales"                             |
| 1998            | Children's Hospital          | Frances Clarke      | episodio "Tears Before Bedtime"                       |
| 1998            | Wildside                     | Debbie Lord         | 2 episodios                                           |
| 1997            | Big Sky                      | Tracy               | episodio "Duke of Yarragul"                           |
| 1996            | House Gang                   | Niña                | episodio " Truth or Dare"                             |

### Películas
| Año  | Título                                       | Personaje           | Notas                                                                                     |
| ---- | -------------------------------------------- | ------------------- | ----------------------------------------------------------------------------------------- |
| 2017 | Cargo                                        | Kay                 | junto a Martin Freeman                                                                    |
| 2014 | L.A.D.                                       | Anna                | junto a Jack Finsterer, Julia Blake, Sean Keenan, Charlotte Best & Peter Hardy            |
| 2013 | The Turning                                  | -                   | junto a Hugo Weaving, Rose Byrne, Miranda Otto, Callan Mulvey & Harrison Gilbertson       |
| 2012 | Dangerous Remedy                             | Peggy Berman        | junto a Gary Sweet, Maeve Dermody, William McInnes, Caroline Craig & Mark Leonard Winter  |
| 2010 | Sisters of War                               | Kay Parker          | junto a Claire van der Boom, Sarah Snook & Gerald Lepkowski                               |
| 2010 | Summer Coda                                  | Angela              | junto a Rachael Taylor & Alex Dimitriades                                                 |
| 2009 | Lonely                                       | Madre               | corto - junto a Danny Adcock, Katherine Hicks, Ewen Leslie, Josh McConville y Andrew Ryan |
| 2007 | Flipsical                                    | Sue                 | corto - junto a Paul Gleeson & Aden Young                                                 |
| 2007 | The Manual                                   | Mai                 | corto - junto a Brett Stiller & Steve Le Marquand                                         |
| 2006 | No Mail                                      | Antonia Short       | corto - junto a Rodney Afif                                                               |
| 2006 | Caterpillar Wish                             | Susan Woodbridge    | junto a Victoria Thaine, Robert Mammone & Khan Chittenden                                 |
| 2005 | Little Fish                                  | Jenny               | junto a Cate Blanchett, Sam Neill, Hugo Weaving, Noni Hazlehurst & Linda Cropper          |
| 2005 | Cool                                         | Lucy                | corto - junto a Marcus Graham & Andrea Moar                                               |
| 2002 | Teesh and Trude                              | Letitia "Teesh"     | junto a Linda Cropper & Peter Phelps                                                      |
| 2002 | Star Wars: Episode II - Attack of the Clones | Hermione Bagwa/WA-7 | junto a Natalie Portman                                                                   |
| 2002 | Sway                                         | Emma                | junto a Steve Le Marquand, Pippa Grandison & Kerry Walker                                 |
| 2001 | Mullet                                       | Tully               | junto a Ben Mendelsohn, Wayne Blair & Tony Barry                                          |
| 2000 | Bootmen                                      | Sara                | junto a Anthony Hayes, Justine Clarke & Sam Worthington                                   |
| 2000 | The Monkey's Mask                            | Jill Fitzpatrick    | junto a Marton Csokas, Brendan Cowell, John Noble, Chris Haywood & Deborah Mailman        |
| 2000 | Better Than Sex                              | Cin                 | junto a David Wenham, Jason Clarke & Catherine McClements                                 |
| 1999 | Feeling Sexy                                 | Vicki               | junto a Tamblyn Lord                                                                      |
| 1999 | Two Hands                                    | Deirdre             | junto a Heath Ledger & Rose Byrne                                                         |
| 1998 | Aftershocks                                  | Marg Turnbull       | junto a Lorna Lesley, Jeremy Sims, Tina Bursill & Neil Fitzpatrick, Lynette Curran        |
| 1998 | Amy                                          | Anny Buchanan       | junto a Rachel Griffiths, Ben Mendelsohn & Dennis Coard                                   |
| 1997 | Welcome to Woop Woop                         | Angie               | junto a Johnathon Schaech, Maggie Kirkpatrick, Dee Smart & Felix Williamson               |
| 1997 | Paradise Road                                | Oggi                | junto a Glenn Close                                                                       |
| 1996 | Mr. Reliable                                 | Fay                 | junto a Colin Friels, Barry Otto, Geoff Morrell & Jacqueline McKenzie                     |
| 1996 | Idiot Box                                    | Betty               | junto a Ben Mendelsohn                                                                    |

### Apariciones
| Año  | Programa                  | Notas |
| ---- | ------------------------- | ----- |
| 2013 | Who Do You Think You Are? | -     |

### Teatro[15]
| Año  | Obra                              | Personaje | Director (a)           | Teatro              | Notas                                                                     |
| ---- | --------------------------------- | --------- | ---------------------- | ------------------- | ------------------------------------------------------------------------- |
| 2011 | Summer of the Seventeenth Doll    | Olive     | Neil Armfield          | Belvoir Theatre     | junto a Steve Le Marquand, Robyn Nevin, TJ Power & Dan Wyllie             |
| 2010 | The Face                          | Martha    | Lee Lewis              | Belvoir Theatre     | junto a Marcus Graham, Kenji Fitzgerald, Krew Boylan & Emily Barclay      |
| 2007 | Riflemind                         | Cindy     | Philip Seymour Hoffman | Sydney Theatre      | junto a Hugo Weaving, Susan Prior, Jeremy Sims & Ewen Leslie              |
| 2006 | The Emperor of Sydney             | -         | David Berthold         | Stables Theatre     | junto a Sibylla Budd, Alex Dimitriades, Jack Finsterer & Toby Schmitz     |
| 2005 | Broken Valley                     | -         | Anthony Weigh          | Belvoir St. Theatre | junto a Tony Barry, Drew Forsythe, Hayley McElhinney & Damon Herriman     |
| 2001 | The V. Monologues                 | -         | Caroline Stacey        | -                   | junto a Lucy Bell & Denise Roberts                                        |
| 2000 | Sweet Phoebe                      | -         | Ros Horin              | Stables Theatre     | junto a Aaron Blabey                                                      |
| 1996 | Skin                              | -         | John Howard            | -                   | junto a Imelda Corcoran, Joel Edgerton, Glenn Hazeldine & Odile Le Clezio |
| 1995 | Ghetto                            | -         | Ros Horin              | Parade Theatre      | junto a Paula Arundell, Blair Cutting, Brett Fellows & Duncan Young       |
| 1991 | Aftershocks                       | -         | Brent McGregor         | -                   | junto a Rebecca Brandon, David Cameron, Paul Makeham & David Yarrow       |
| 1991 | Southern Steel                    | -         | Brent McGregor         | -                   | junto a Justin Collins, Ron Graham, Barry Shepherd & David Wenham         |
| 1991 | Waiting For Lefty                 | -         | Stefo Nantsou          | -                   | junto a Peter Barnes, David Cameron, David Morgan & David Yarrow          |
| 1990 | A Sack Full of Prezzies/Red Santa | -         | -                      | -                   | junto a Corey Boyd, David Cameron, Maureen Davidson & David Morgan        |

## Premios y nominaciones
| Año  | Categoría                                              | Premio                        | Serie/Película         | Resultado |
| ---- | ------------------------------------------------------ | ----------------------------- | ---------------------- | --------- |
| 2013 | Most Outstanding Actress                               | Silver Logie Award            | Dangerous Remedy       | Nominada  |
| 2013 | Best Lead Actress in a Television Drama                | AACTA Award                   | Dangerous Remedy       | Nominada  |
| 2012 | Best Guest or Supporting Actress in a Television Drama | AACTA Award                   | Sisters of War         | Nominada  |
| 2011 | Outstanding Actress                                    | Monte Carlo TV Festival Award | East West 101          | Nominada  |
| 2010 | Most Outstanding Actress in a Drama Series             | Silver Logie Award            | East West 101          | Nominada  |
| 2009 | Best Lead Actress in a Television Drama                | AFI Award                     | East West 101          | Ganó      |
| 2007 | Most Outstanding Actress                               | Silver Logie Award            | RAN: Remote Area Nurse | Ganó      |
| 2006 | Best Lead Actress in Television Drama                  | AFI Award                     | RAN: Remote Area Nurse | Ganó      |
| 2006 | Best Supporting Actress                                | AFI Award                     | Caterpillar Wish       | Ganó      |
| 2006 | Best Actress in a Supporting Role                      | FCCA Award                    | Caterpillar Wish       | Nominada  |
| 2003 | Best Actress in a Leading Role                         | AFI Award                     | Teesh and Trude        | Nominada  |
| 2003 | Best Female Actor                                      | FCCA Award                    | Teesh and Trude        | Nominada  |
| 2002 | Best Female Actor                                      | FCCA Award                    | The Monkey's Mask      | Nominada  |
| 2001 | Best Female Actress                                    | IF Award                      | Better Than Sex        | Nominada  |
| 2001 | Best Actress                                           | IF Award                      | Mullet                 | Nominada  |
| 2001 | Best Actress                                           | Dallas OUT TAKES Award        | The Monkey's Mask      | Ganó      |
| 2000 | Best Female Supporting Actor                           | FFCA Award                    | Two Hands              | Ganó      |
| 2000 | Best Performance by an Actress in a Leading Role       | AFI Award                     | Better Than Sex        | Nominada  |
| 1999 | Best Female Actor                                      | FCCA Award                    | Feeling Sexy           | Nominada  |
| 1999 | Best Performance by an an Actress in a Supporting Role | AFI Award                     | Two Hands              | Nominada  |